# قلقلة الأرض
قلقلة القشرة الأرضية أو التشويهية هي عملية تشوه قشرة الأرض التي تنطوي على طي وفالق، حيث تُحرك القوى الداخلية قشرة الأرض أو تُغيّر شكلها محدثة القارات والجبال.